# Lago Peipus
El lago Peipus (en estonio: Peipsi-Pihkva järv; en ruso: Псковско-Чудское озеро (Чудско-Псковское озеро, Chudsko-Pskóvskoie); en alemán: Peipussee) es un gran lago situado en la frontera entre Estonia y Rusia, en Europa del Este.
Es el cuarto mayor lago de Europa, tan sólo superado por los lagos Ládoga y Onega en el norte de Rusia, y el lago Vänern en Suecia. Le sigue en extensión el lago Saimaa en Finlandia.
Cubre una superficie de 3500 km² y tiene una profundidad media de 7 m; encontrándose su punto más profundo a 15 m bajo el nivel de sus aguas. El lago se utiliza para la pesca y las actividades recreativas, si bien sufre grandes deterioros medioambientales derivados de los complejos industriales rusos levantados en sus orillas.
En 1242, fue escenario de la batalla del Lago Peipus (conocida en Rusia como «La batalla del hielo») librada entre los caballeros teutones y los habitantes de la República de Nóvgorod liderados por Aleksandr Nevski.

## Topografía e hidrografía
Las orillas del lago Peipus tienen contornos suaves y forman una sola gran bahía, la bahía Raskopelsky. Las costas bajas del lago consisten principalmente en turba y están bordeadas por vastas tierras bajas y pantanos, que se inundan en la primavera y el área de inundación alcanza hasta 1000 km². Hay dunas de arena y colinas cubiertas de bosques de pinos. A lo largo de las costas arenosas, hay una amplia extensión de aguas poco profundas de entre 200 y 300 m.
|                  | Balance del agua                    | Volumen            |
| ---------------- | ----------------------------------- | ------------------ |
| Flujo de entrada | Precipitación                       | 560 mm (1.9 km³)   |
| Flujo de entrada | Agua superficial y agua subterránea | 3150 mm (11.2 km³) |
| Flujo de salida  | Flujo                               | 3390 mm (12 km³)   |
| Flujo de salida  | Evaporación                         | 320 mm (1.1 km³)   |

El relieve del fondo es uniforme y plano, elevándose gradualmente cerca de las orillas y cubierto de limo, y en algunos lugares con arena. El punto más profundo de 15.3 m se encuentra en el lago Teploe, a 300 m de la costa.
El lago fluye bien, con una entrada anual de agua equivalente a aproximadamente la mitad del volumen total de agua.
El agua del lago es dulce, con una baja transparencia de aproximadamente 2.5 m debido al plancton y los sedimentos suspendidos causados por el flujo del río. Las corrientes de agua son débiles 5–9 cm/s; son inducidas por el viento y se detienen cuando este cesa.
Debido a la poca profundidad, el lago se calienta y se enfría rápidamente. La temperatura del agua alcanza 25–26 C en julio. Los lagos se congelan a finales de noviembre - principios de diciembre y se descongelan a finales de abril - principios de mayo, primero los lagos Teploe y Pihkva y luego el lago Peipus. Sin embargo, debido a los cambios climáticos recientes, el lago Peipus generalmente comienza a congelarse más tarde, en diciembre, y descongelarse mucho antes, en abril.

Mapa de las piscinas del río Narva y el lago Peipus.

|                          |          |                   |
| Costa, al sur de Mustvee | Kallaste | Puerto de Mustvee |

## Cuenca e islas
Desembocan en el lago unos 30 ríos. Los mayores son el Velikaya y el Emajõgi; los ríos más pequeños incluyen el Zadubka, Cherma, Gdovka, Kuna, Torokhovka, Remda, Rovya, Zhelcha, Chernaya, Lipenka, Startseva, Borovka, Abija, Obdeh, Piusa, Võhandu, Kodza, Kargaya, Omedu, Tagajõgi y Alajõgi. El lago es drenado por un único río, el Narva, en el mar Báltico.
El lago contiene 29 islas, con una superficie total de 25,8 km², con 40 islas más ubicadas en el delta del río Velikaya. Las islas son zonas húmedas bajas, elevadas por encima de la superficie del lago en una media de solamente 1-2 metros (máximo, 4.5 metros), por lo que sufren inundaciones. Las islas más grandes son Piirissaar (con una superficie de 7,39 km², situada en la parte sur del lago Peipus), Kolpina (superficie de 11 km², en el lago de Pihkva) y Kamenka (con una superficie de 6 km²). En el centro del lago Pihkva, hay un grupo de islas: las Islas Talabski (Talabsk, Talabenets y Verkhniy).

## Flora y fauna

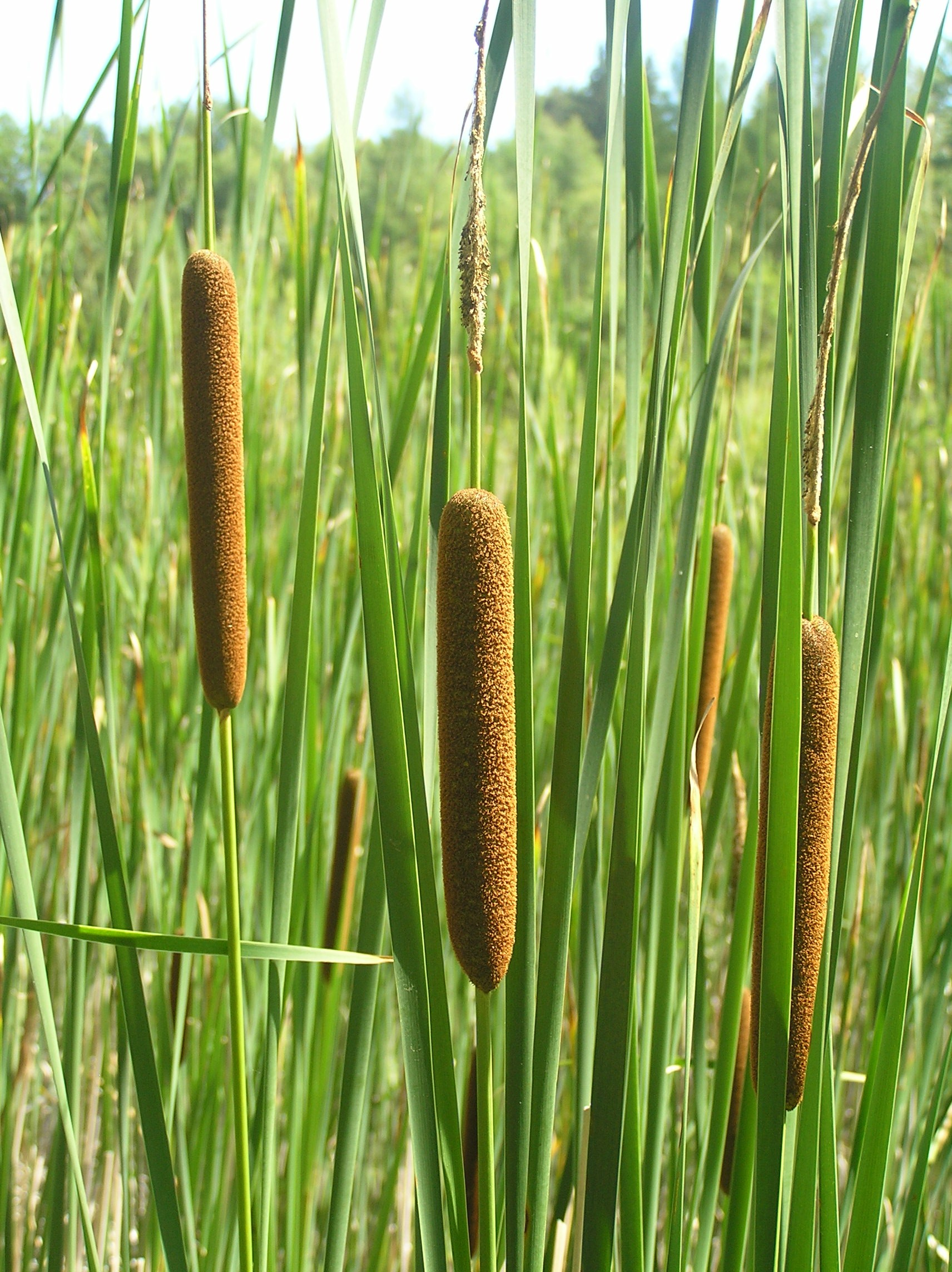
Anea (Typha angustifolia).

El lago alberga 54 especies de flora acuática costera, entre los que se encuentran juncos, el cálamo (Acorus calamus), de los géneros Scirpus y Butomus, anea (Typha angustifolia) y Sium latifolium. Las plantas flotantes son raras y solo son de tres tipos: Sagittaria, Nuphar lutea  y Persicaria amphibia. El lago alberga percas (Perca fluviatilis), luciopercas (Sander), brema (Abramis brama), ciprínidos (Rutilus), corégonos (Coregonus), eperlano europeo (Osmerus eperlanus) y otras especies de peces. Los humedales de la franja costera del lago son importantes zonas de descanso y alimentación para los cisnes, gansos y patos que migran entre el mar blanco y el mar Báltico y Europa occidental El lago Peipus es una de las principales escalas de los cisnes de tundra o de Bewick (Cygnus columbianus bewickii). Estos cisnes abandonan sus zonas de reproducción en el Ártico ruso a 1600 km y el lago es la primera parada para muchos. Estos cisnes rara vez vuelan más de 1900 kilómetros sin alimentarse, por lo que están cerca de los límites de su resistencia cuando llegan al lago.

## Ecología
El estado ecológico de la cuenca del lago es, en general, satisfactorio: el agua corresponde principalmente a las categorías I y II (limpia) y es de grado III en algunos ríos debido al elevado contenido de fósforo. El estado del agua de los ríos ha mejorado desde 2001-2007, pero hay un aumento de la población de algas azules y verdes. El principal riesgo del lago Peipus es su eutrofización
. 

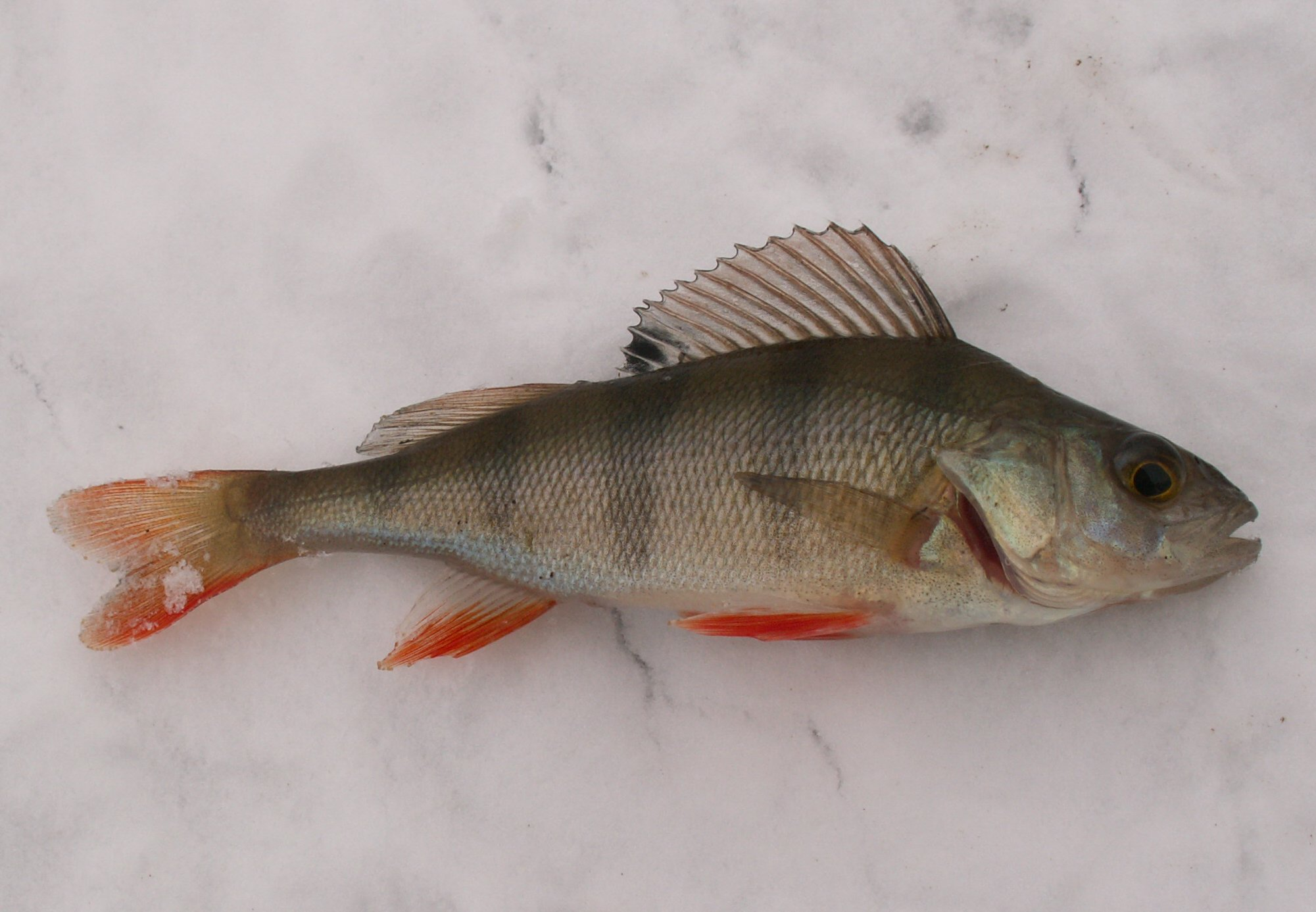
Perca europea
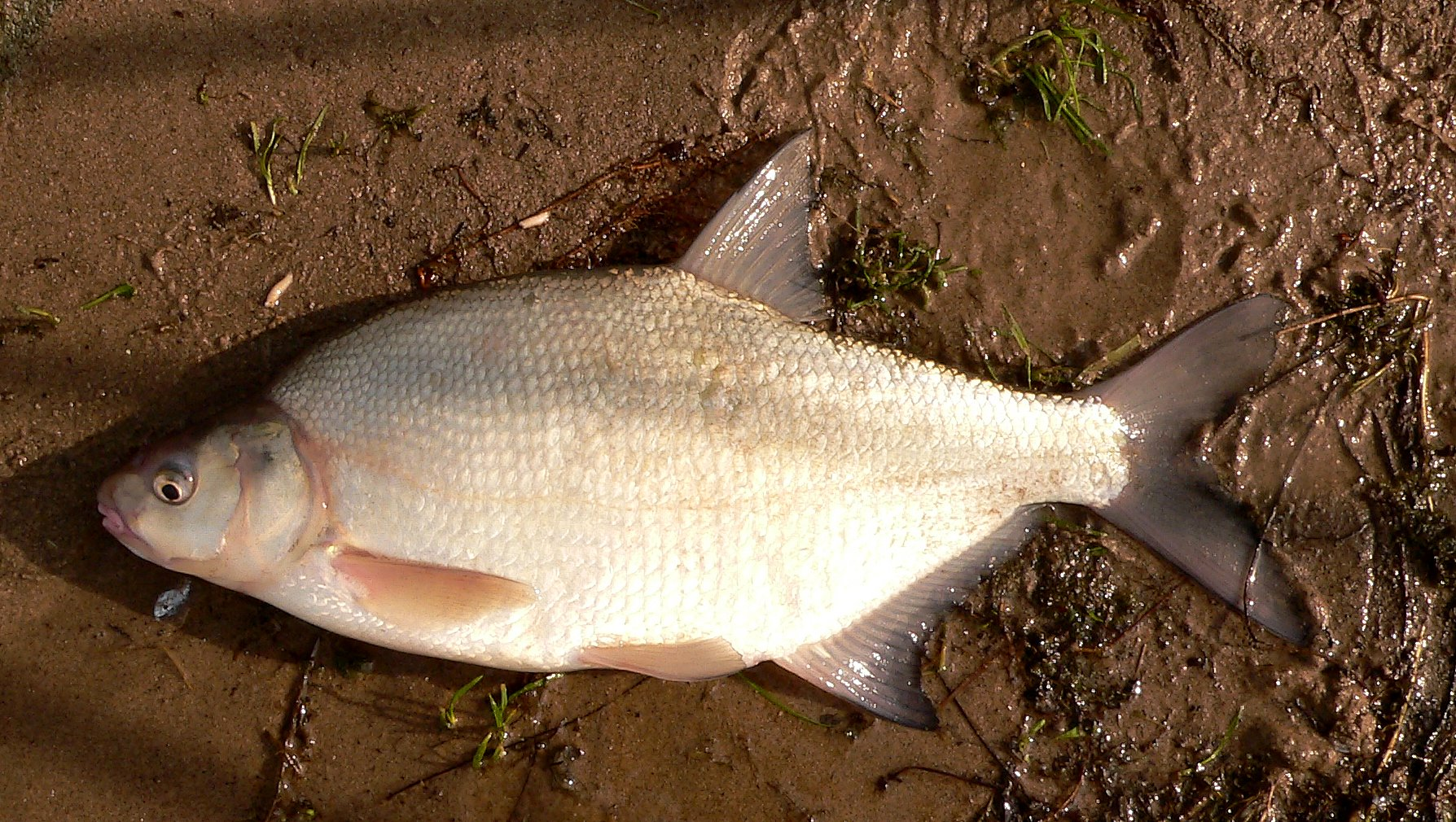
besugo carpa
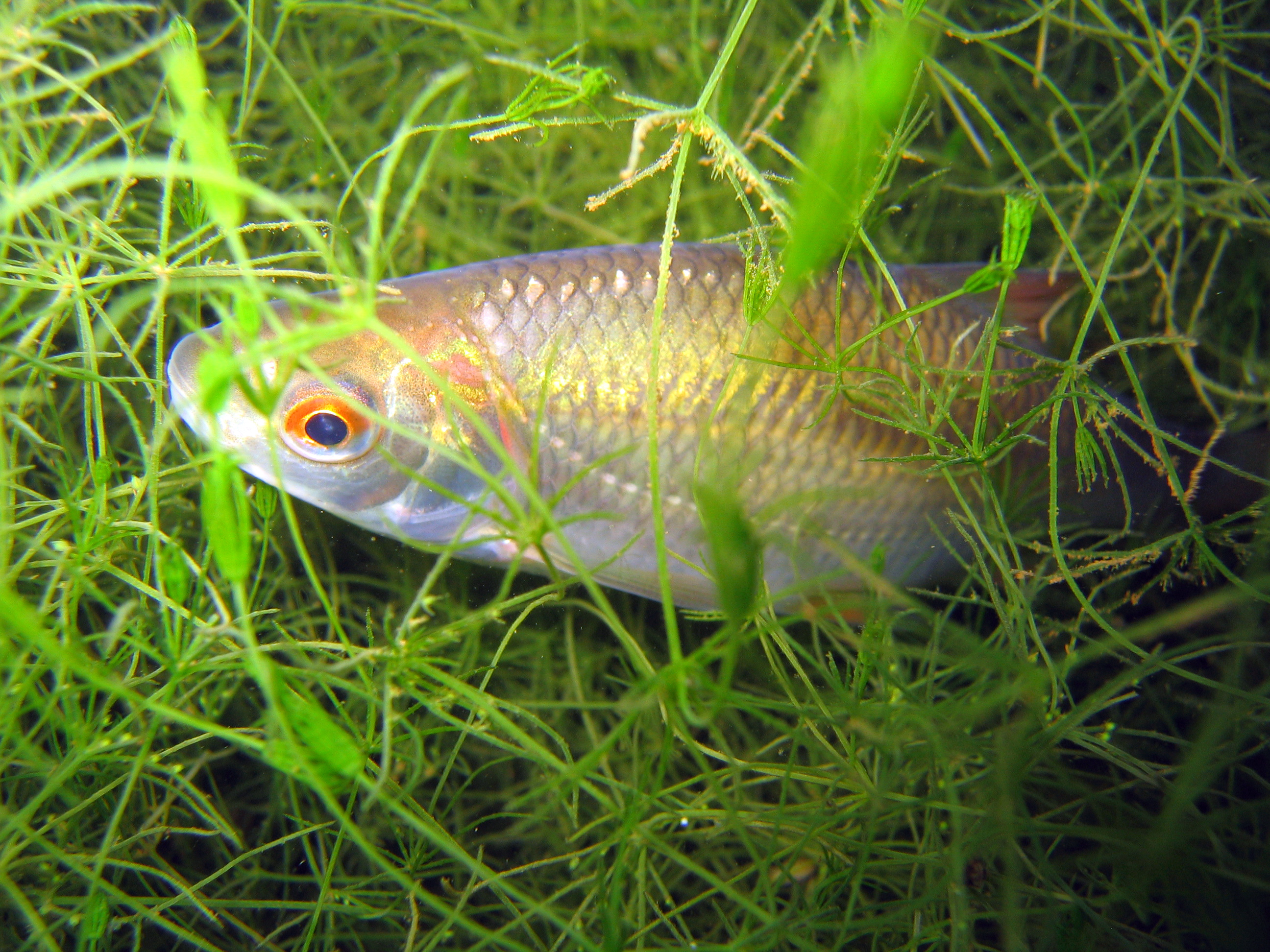
Rutilus
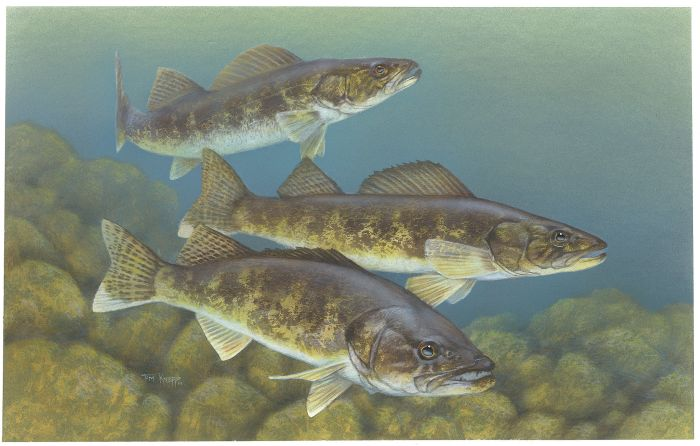
Sander (perca)

## Economía
Las ciudades situadas en los orillas del lago son relativamente pequeñas e incluyen Mustvee (1610 habitantes), Kallaste (1260 habitantes) y Gdov (4400 habitantes). La ciudad más grande, Pskov (202000 habitantes) se encuentra en el río Velikaya, a 10 kilómetros del lago. La navegación marítima está bien desarrollada y se usa para la pesca, el transporte de mercancías y pasajeros y las visitas turísticas. Las orillas del lago son un destino popular para el turismo y el ocio con varios campamentos y sanatorios.

## Historia
En 1242, la parte meridional del lago Peipus acogió una importante batalla histórica en la que las tropas de Novgorod lideradas por Alexander Nevsky derrotaron a los caballeros teutónicos. La batalla es notable en la medida en que se enfrentó principalmente sobre la superficie congelada del lago y, por ello se denomina la «batalla sobre el hielo».
La ciudad más grande a orillas del lago, Pskov, es también una de las ciudades más antiguas de Rusia, conocida desde al menos 903 AD según la Crónica de Néstor en el Códice de Laurencio. La ciudad tenía cierto grado de independencia, a pesar de estar dominada por sus vecinos, Novgorod, Lituania y Muscovy, y finalmente fue incorporada al Estado ruso. En la ciudad permanecen varios edificios históricos, entre ellos el Monasterio Mirozhsky (1156, que contiene famosos frescos de los siglos XIV-XVII), el Kremlin de Pskov (siglos XIV- XVII) con la catedral de la Trinidad de cinco cúpulas (1682-1699), iglesias de Ivanovo (hasta 1243), monasterio de Snetogorsky (siglo XIII), Iglesia de Basilio (1413), Iglesia de Cosmas y Damian (1462), Iglesia de San Jorge (1494) y otros.
Gdov se fundó en 1431 como una fortaleza y se convirtió en una ciudad en 1780. Los únicos restos del Kremlin de Gdov son tres muros de la fortaleza. Kallaste fue fundada en el siglo XVIII por los antiguos creyentes que habían huido de la zona de Novgorod y sigue existiendo una Iglesia Ortodoxa del rito antiguo rusa en funcionamiento en la ciudad. Cerca de Kallaste, hay uno de los sedimentos más grandes de arenisca del Devónico con una longitud de 930 metros y una altura máxima de 8 metros, así como varias cuevas y una de las colonias más grandes de golondrinas de Estonia.
|                      |                  |
| Monasterio Mirozhsky | Kremlin de Pskov |

## Recursos turísticos

### Pskov
Pskov situada sobre el río Velikaya (desemboca en el lago Pskov) en su confluencia con el río Pskova, es una de las ciudades más antiguas de Rusia. Pskov fue mencionada por primera vez en 903 ( "La crónica de los años pasados" del Códice de Laurencio). En diciembre de 2009, Pskov recibió el título de “ Ciudad de la Gloria Militar ”.

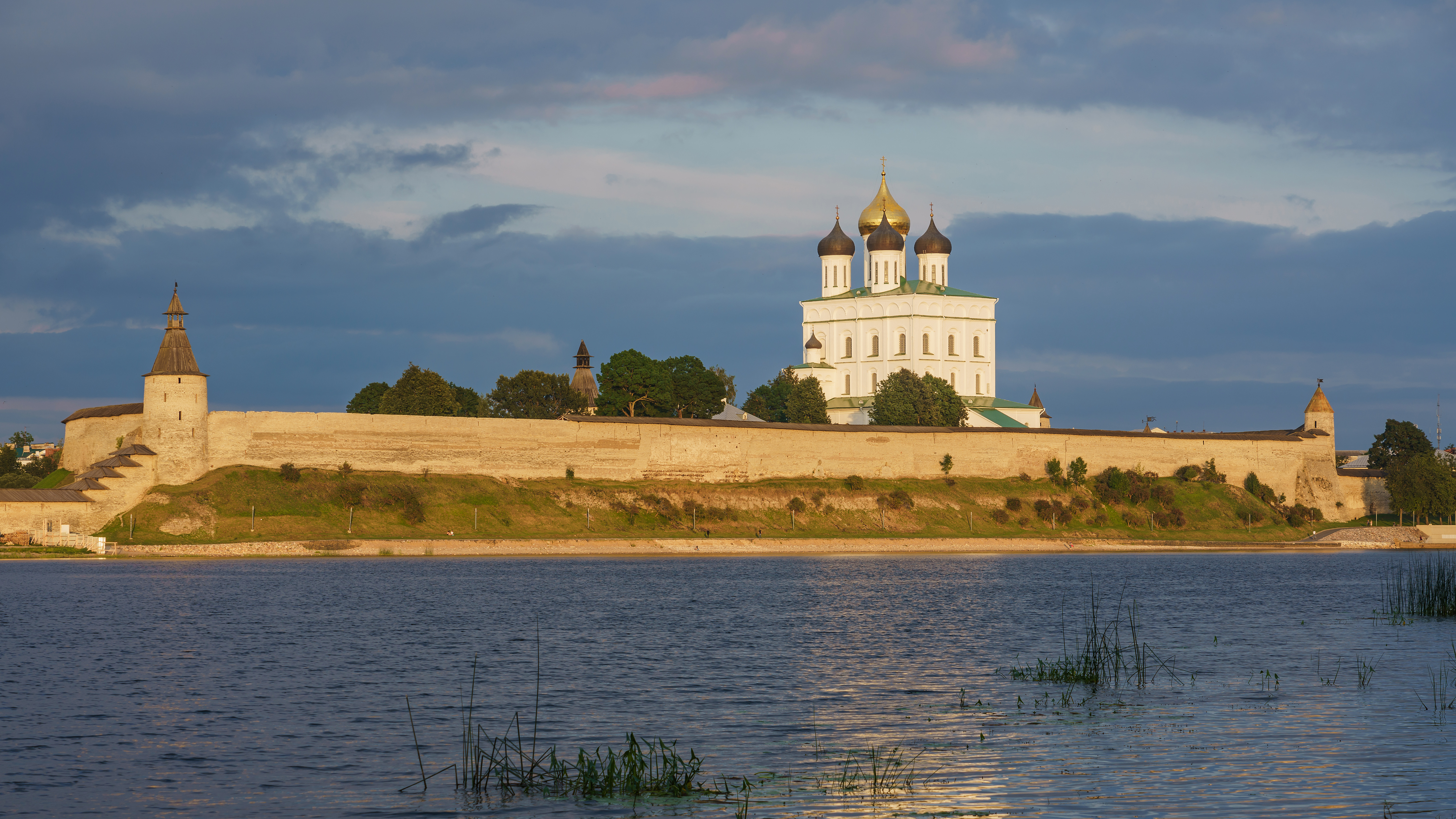
Kremlin de Pskov a orillas del río Velikaya.

La ciudad de Pskov, aloja el Museo-Reserva Estatal Unido de Historia, Arquitectura y Arte (el museo incluye la Galería de Arte que contiene obras de Boris Grigoriev, Vasily Tropinin, Marc Chagall) y la Catedral de la Transfiguración (1156) del Monasterio Mirozh, que alberga famosos frescos de la escuela de Pskov de los siglos XIV-XVII.
Entre otros monumentos: el Kremlin de Pskov (siglos XIV-XVII) con la Catedral de la Trinidad de cuatro pilares y cinco cúpulas (1682-1699), las catedrales de Ivanovo (hasta 1243), los monasterios de Snetogorsky (siglo XIII), el uno- Iglesia con cúpula de Vasily de Gorki (1413), la Iglesia de Cosme y Damián de Primostye (1462), la iglesia de San Jorge de Vzvoz con una cúpula (1494), las cámaras de piedra de los Pogankin (principios del siglo XVII) y otras.

### Gdov
Gdov fue mencionada por primera vez en 1323. La ciudad alberga el Kremlin de Gdov (se conservan tres murallas de la fortaleza y colinas de tierra en lugar de torres y puertas destruidas).

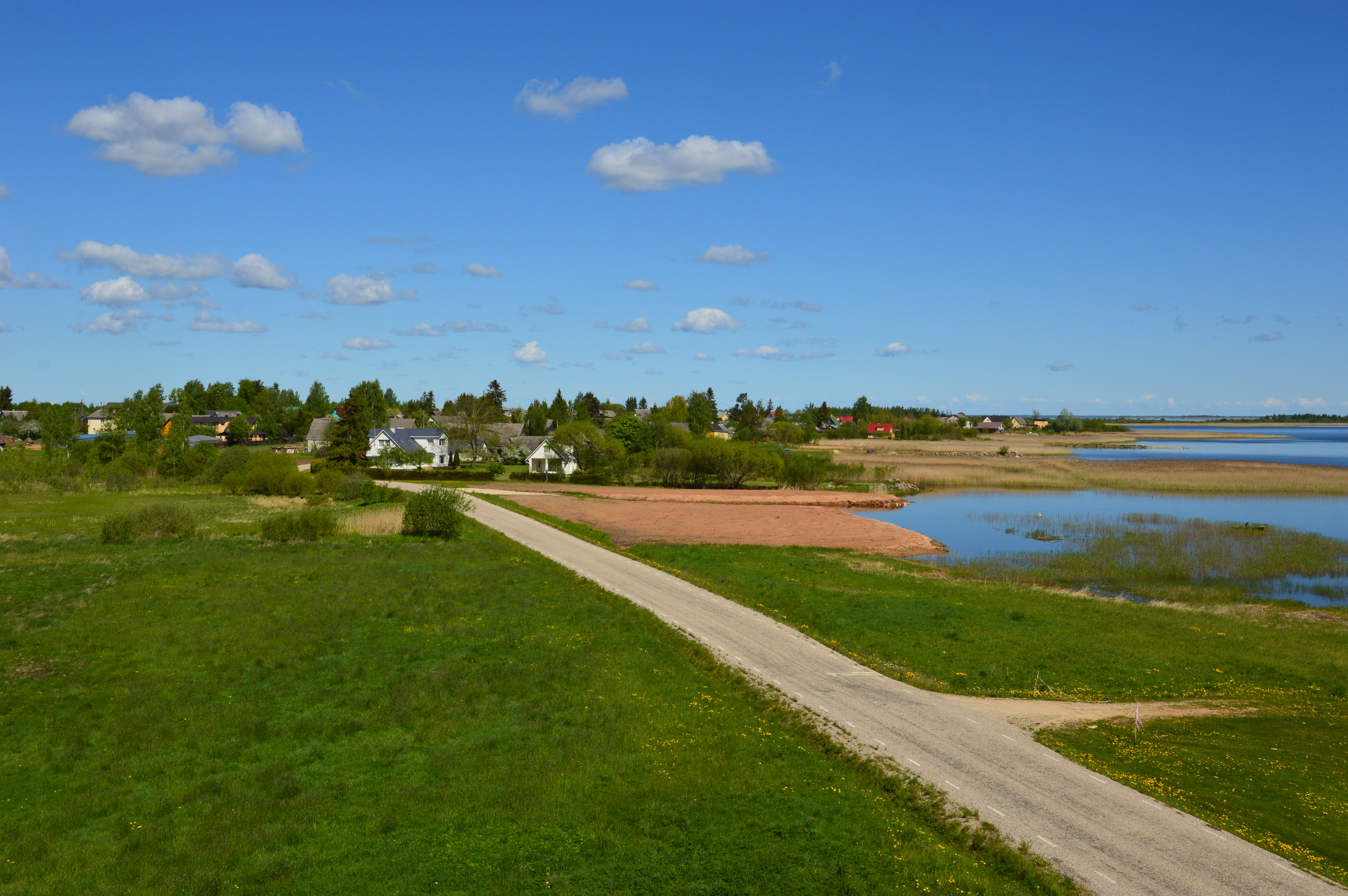
Lago de Pskov cerca de las aldeas Lubnitsa, volost Setomaa, Condado Condado de Võru, Estonia.

### Setomaa
Setomaa es una zona histórica del pueblo Seto, traducida literalmente como "tierra de Seto". Está dividida administrativamente en dos partes: una se encuentra en Estonia (en los condados de Põlvamaa y Võrumaa), y la otra en el distrito de Pechora de la provincia de Pskov, en el territorio de la Federación Rusa.

### Kallaste
Kallaste es una ciudad de Estonia, fundada en el siglo XVIII por viejos creyentes del consenso Fedoseev, que huyeron principalmente de las tierras de Novgorod. Contiene un afloramiento muy extenso de areniscas del Devónico. Sus dimensiones son: longitud - 930 metros, altura máxima - 8 metros.  También hay varias cuevas y saltos en el suelo. En el alto acantilado protegido por la naturaleza anida la mayor colonia de Estonia. Colas de golondrina. Kallaste cuenta con una activa Iglesia Starobryad.

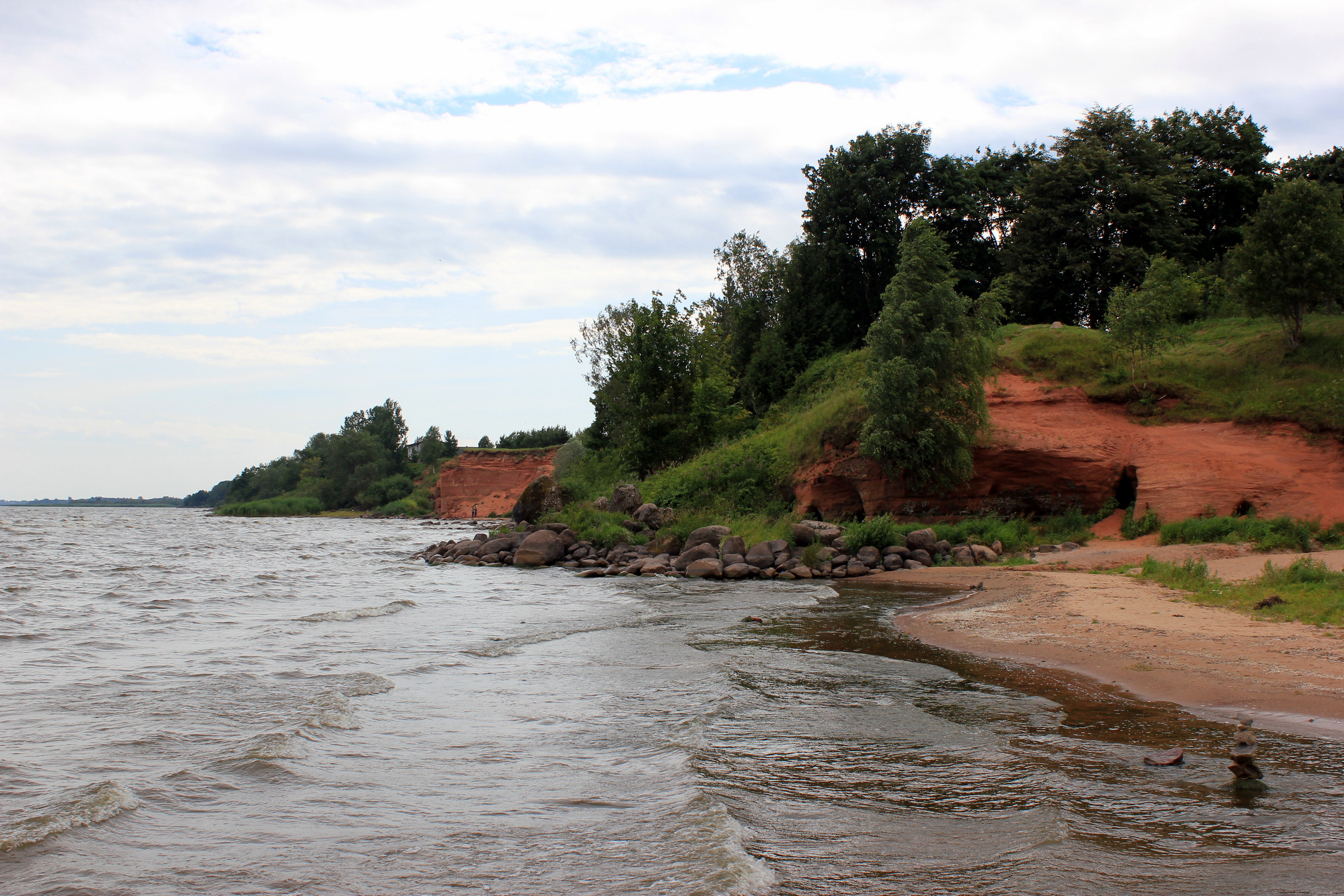
Floramiento de arenisca devónica en la orilla del lago en Kallaste.
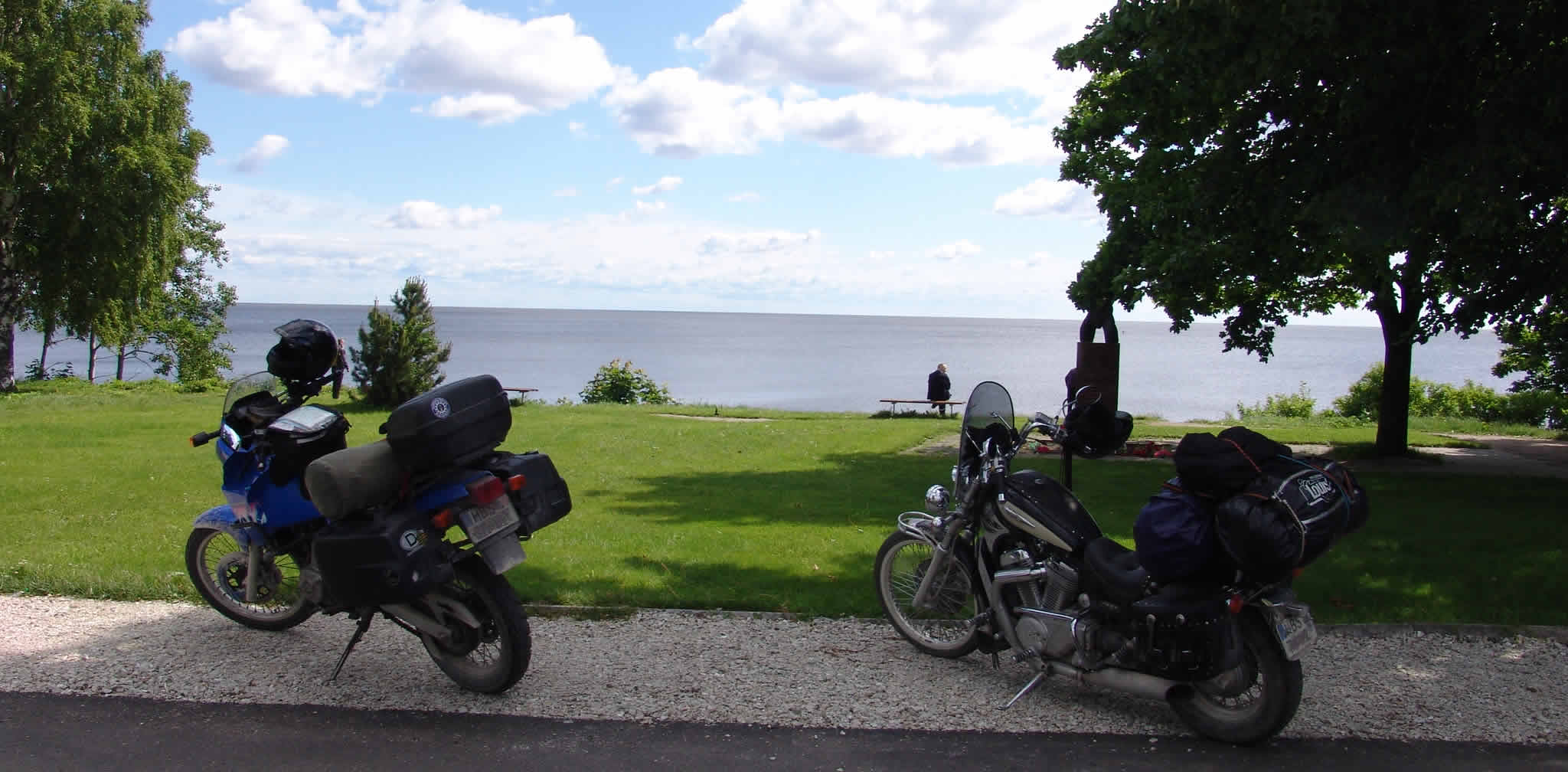
Lago Peipus cerca de Kallaste
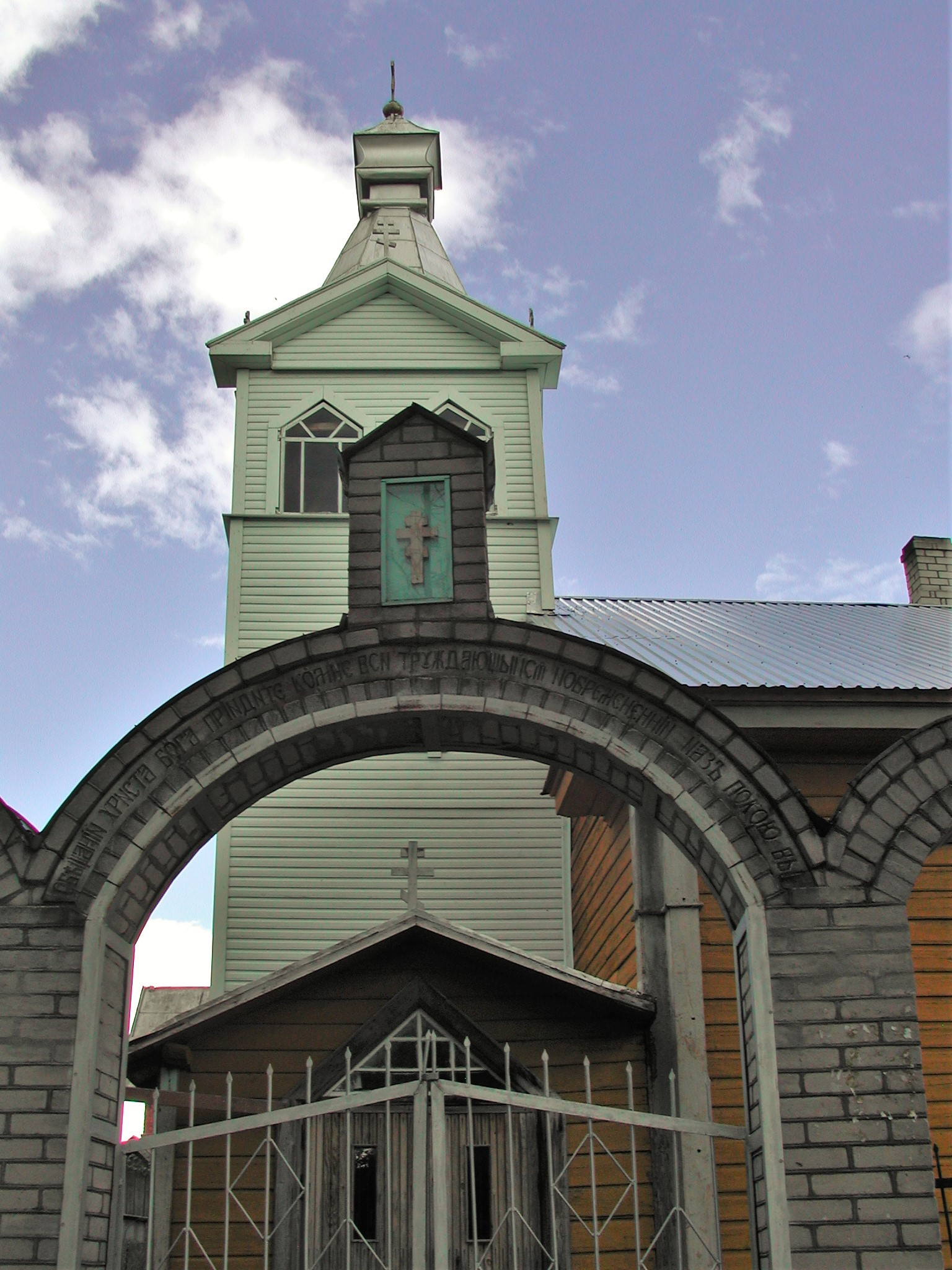
La antigua iglesia de los creyentes en Kallaste

### Mustvee
En trelación con el poblado de Mustvee, la primera mención escrita del asentamiento a orillas del lago Peipsi data de 1493. En el siglo XVIII, el pueblo estaba habitado principalmente por viejos creyentes rusos-Fedoseevts, que huían de la persecución por su fe de Rusia. En el pueblo hay cuatro iglesias: la Iglesia de San Nicolás (Iglesia Ortodoxa Estonia del Patriarcado de Moscú), la Iglesia de la Unificación de la Trinidad, la Casa de Oración de los Viejos Creyentes y la Iglesia Luterana. También hay un templo bautista en la ciudad. Hay un Museo de los Viejos Creyentes en el Gimnasio Ruso de Mustvee. Entre los monumentos destacan una de las hondas de Kalevipoega y una estatua de una niña en duelo (1973, Elmar Rebane).

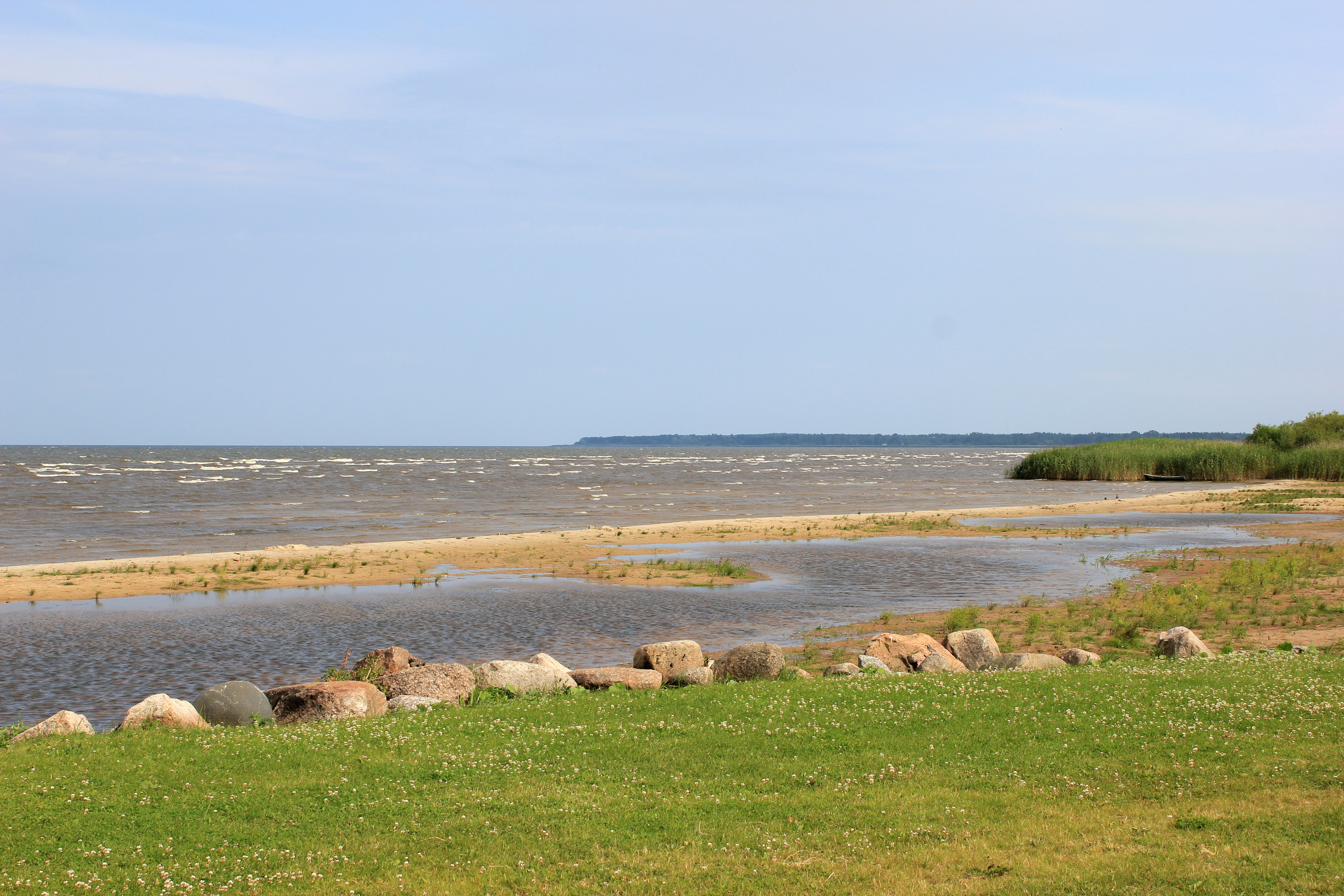
La costa en Mustvee
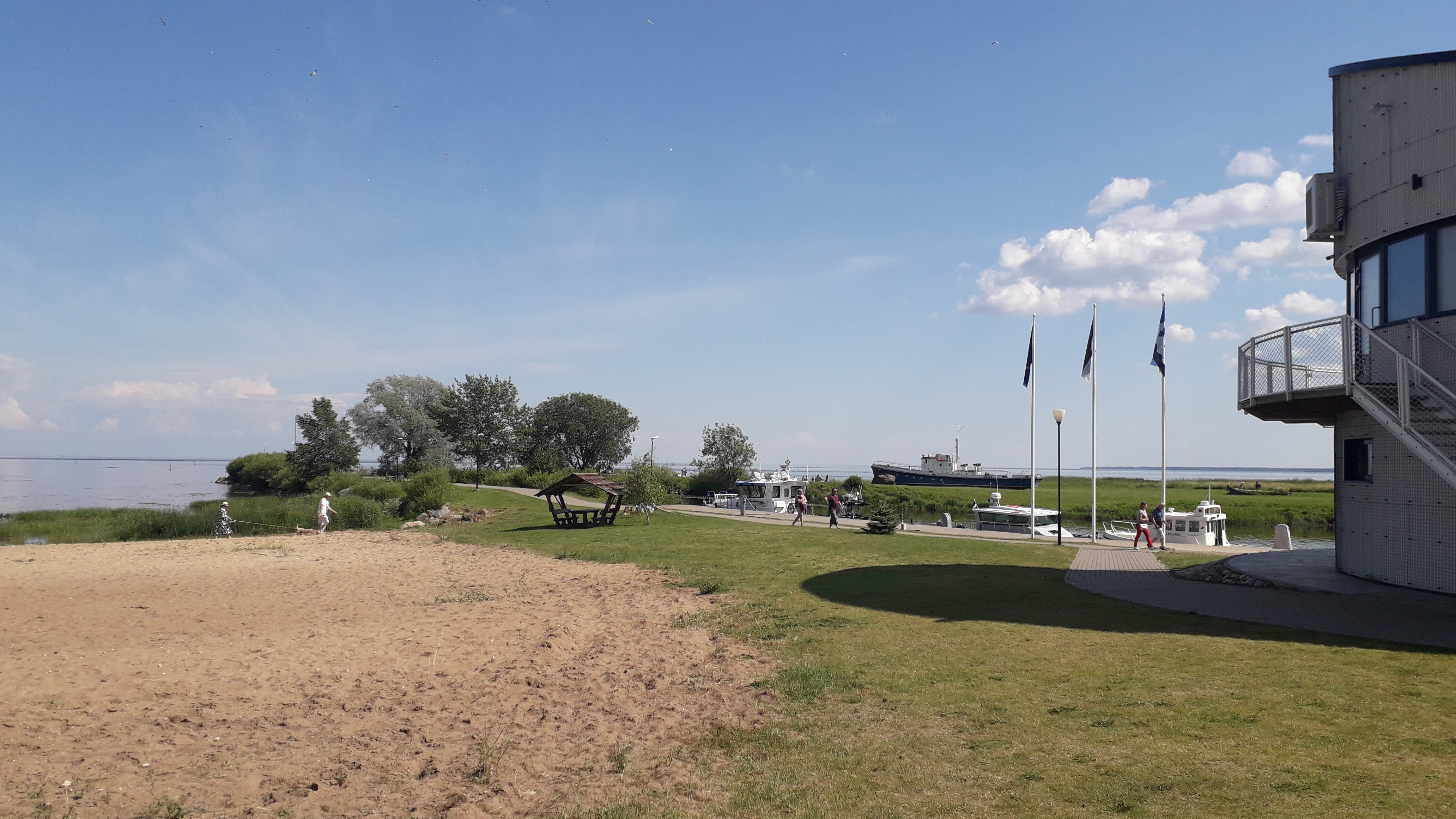
La costa en Mustvee
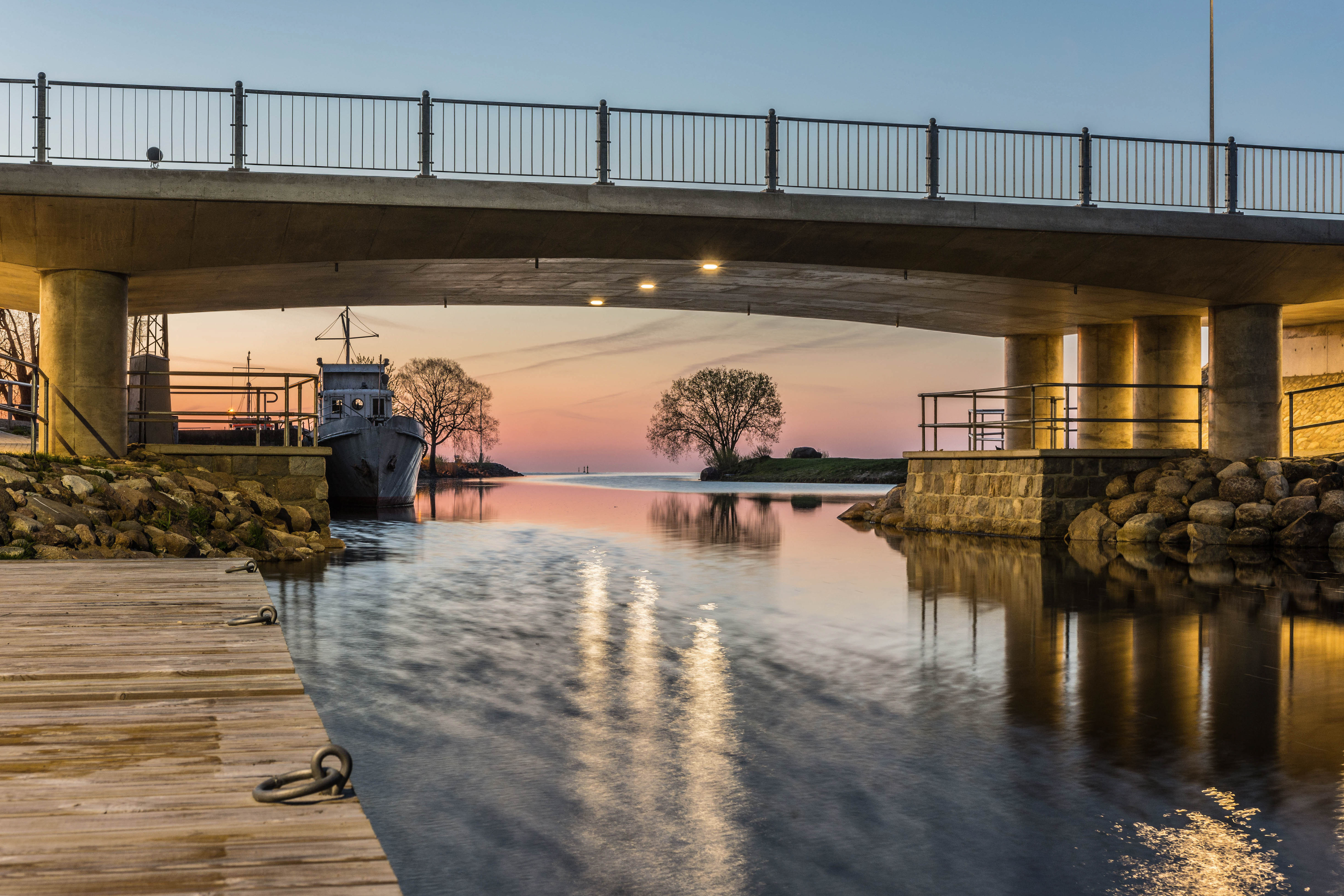
El puerto de Mustvee

### La batalla del hielo
Sobre el hielo del lago Peipsi, en su parte sur, tuvo lugar en 1242 una batalla entre el ejército ruso dirigido por Alexander Nevsky y la Caballeros Teutónicos, que pasó a la historia como la Batalla del Hielo. En 1992, en memoria de este acontecimiento histórico en el pueblo de Kobylie Gorodishche Distrito de Gdovskiy] Óblast de Pskov cerca de la Iglesia del Arcángel Miguel, se erigió un bronce monumento a Alejandro Nevski (escultor Valentin Kozenyuk) y una cruz de adoración de bronce.

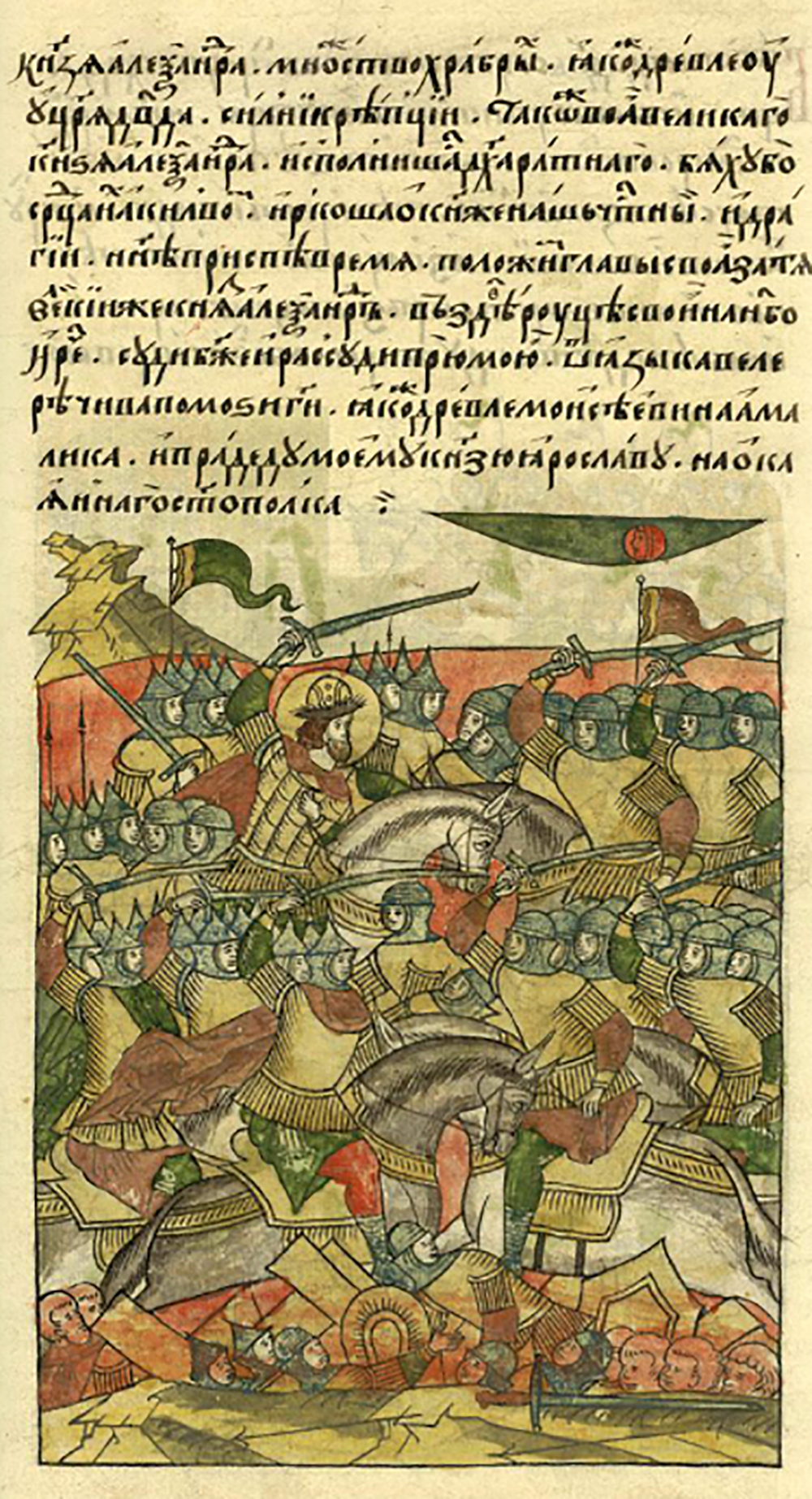
La batalla de los hielos. Crónica miniatura.

## Galería de imágenes

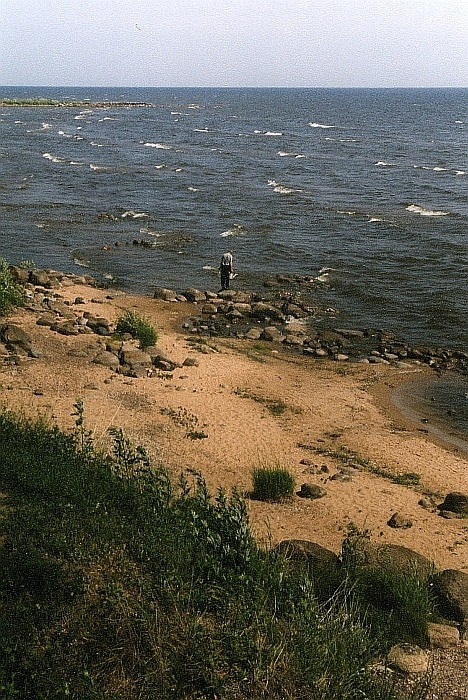
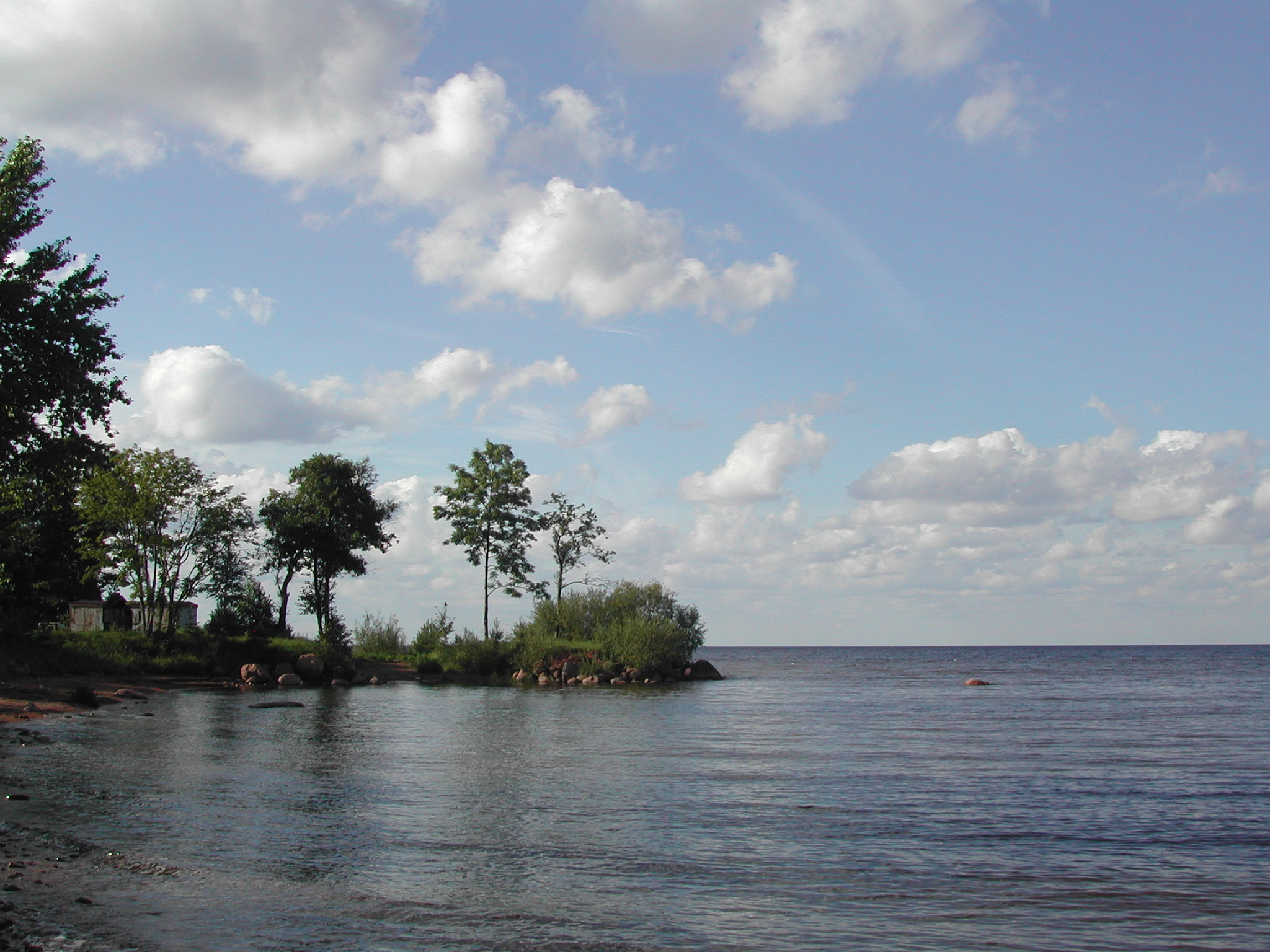
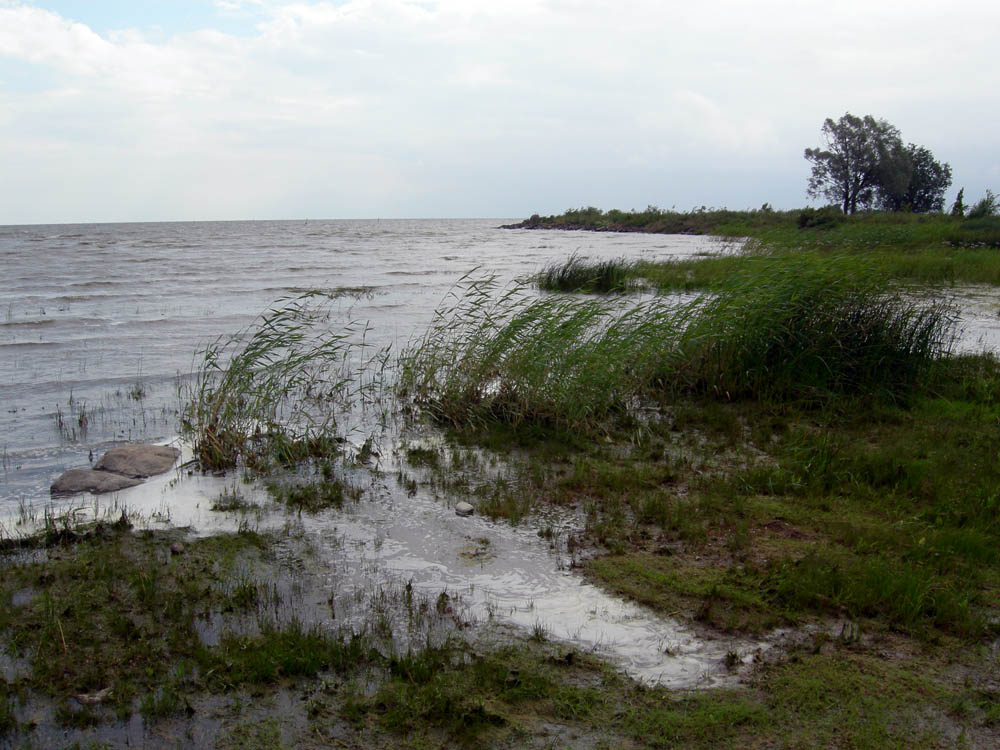
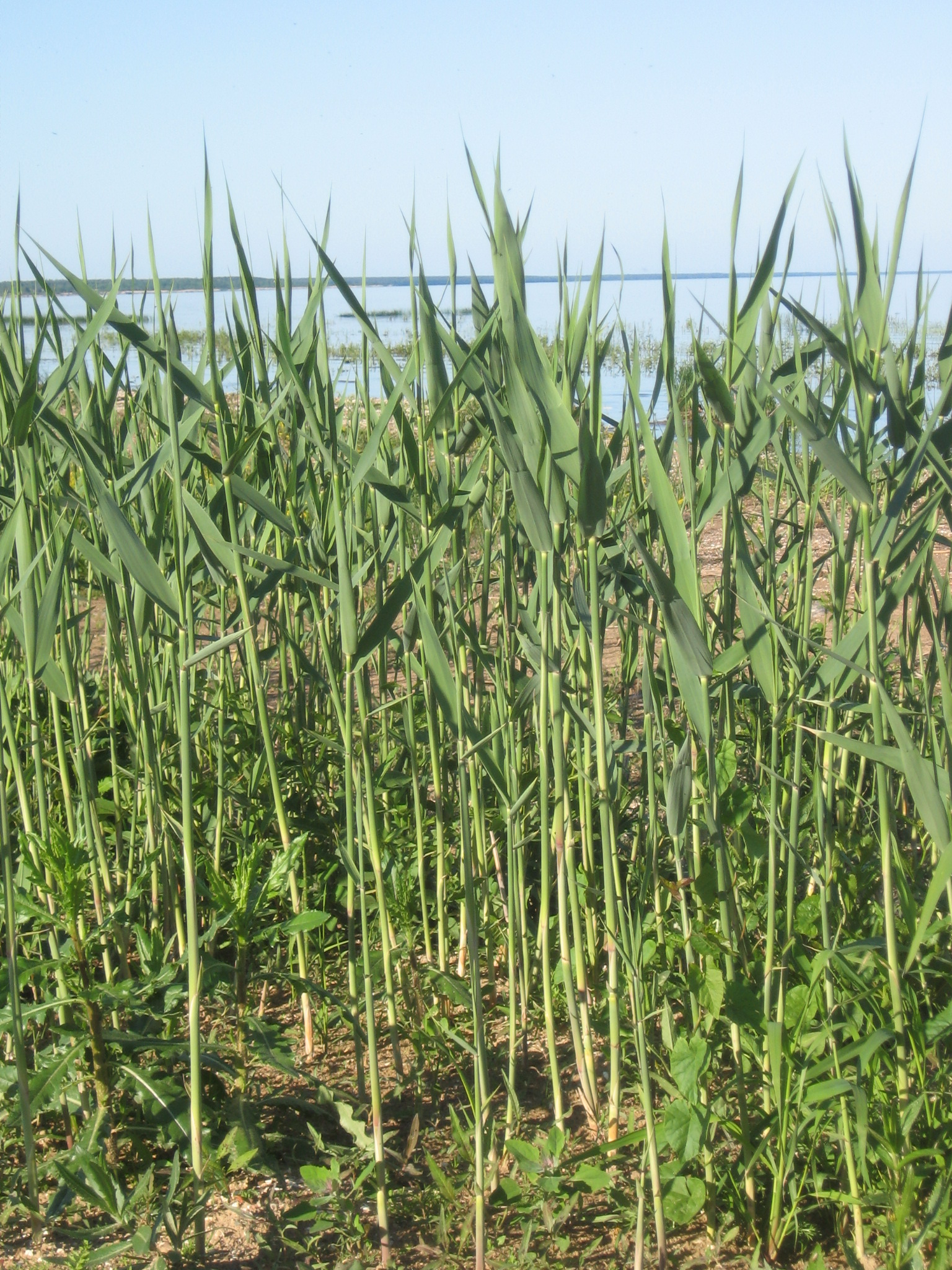
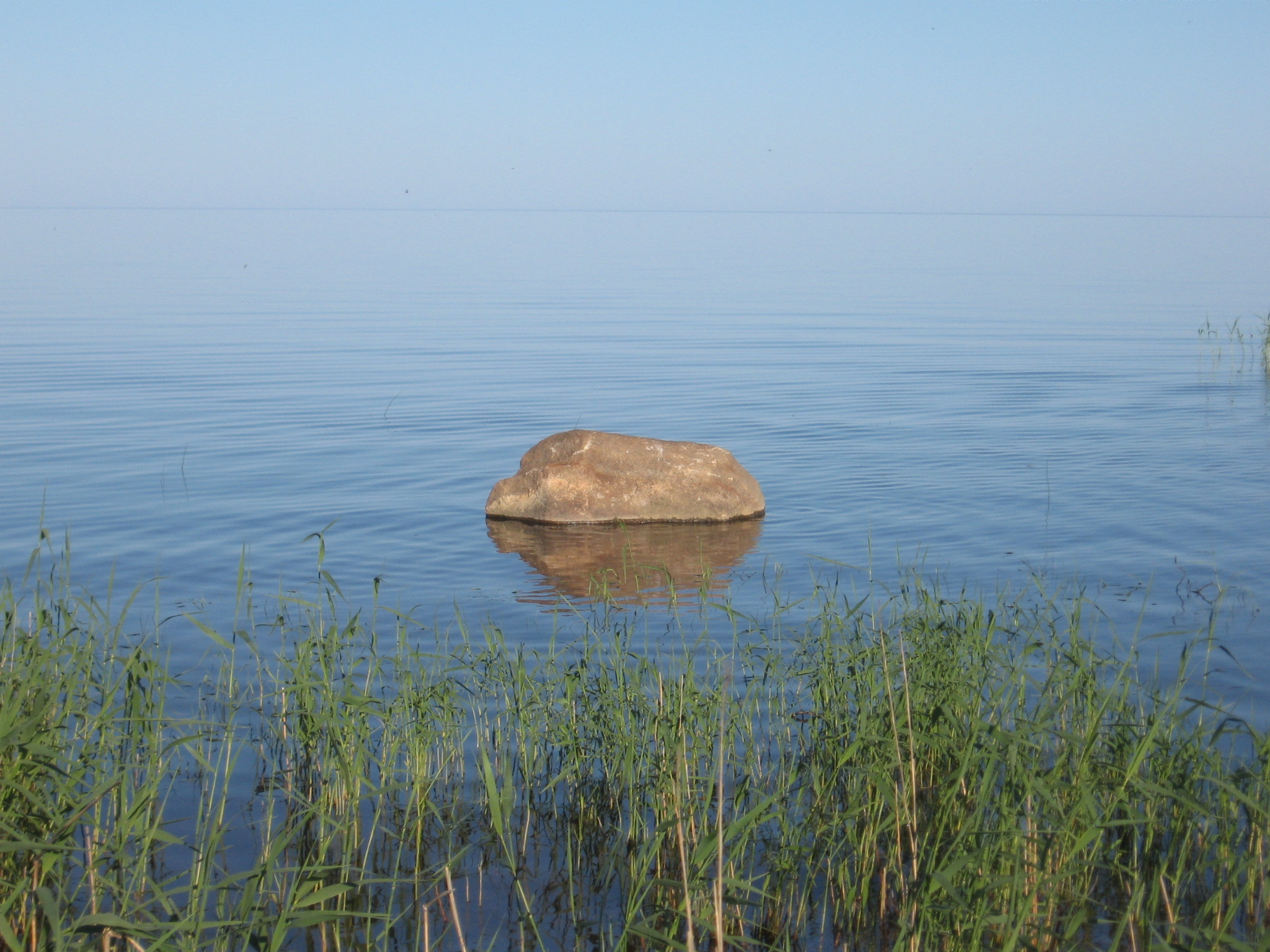
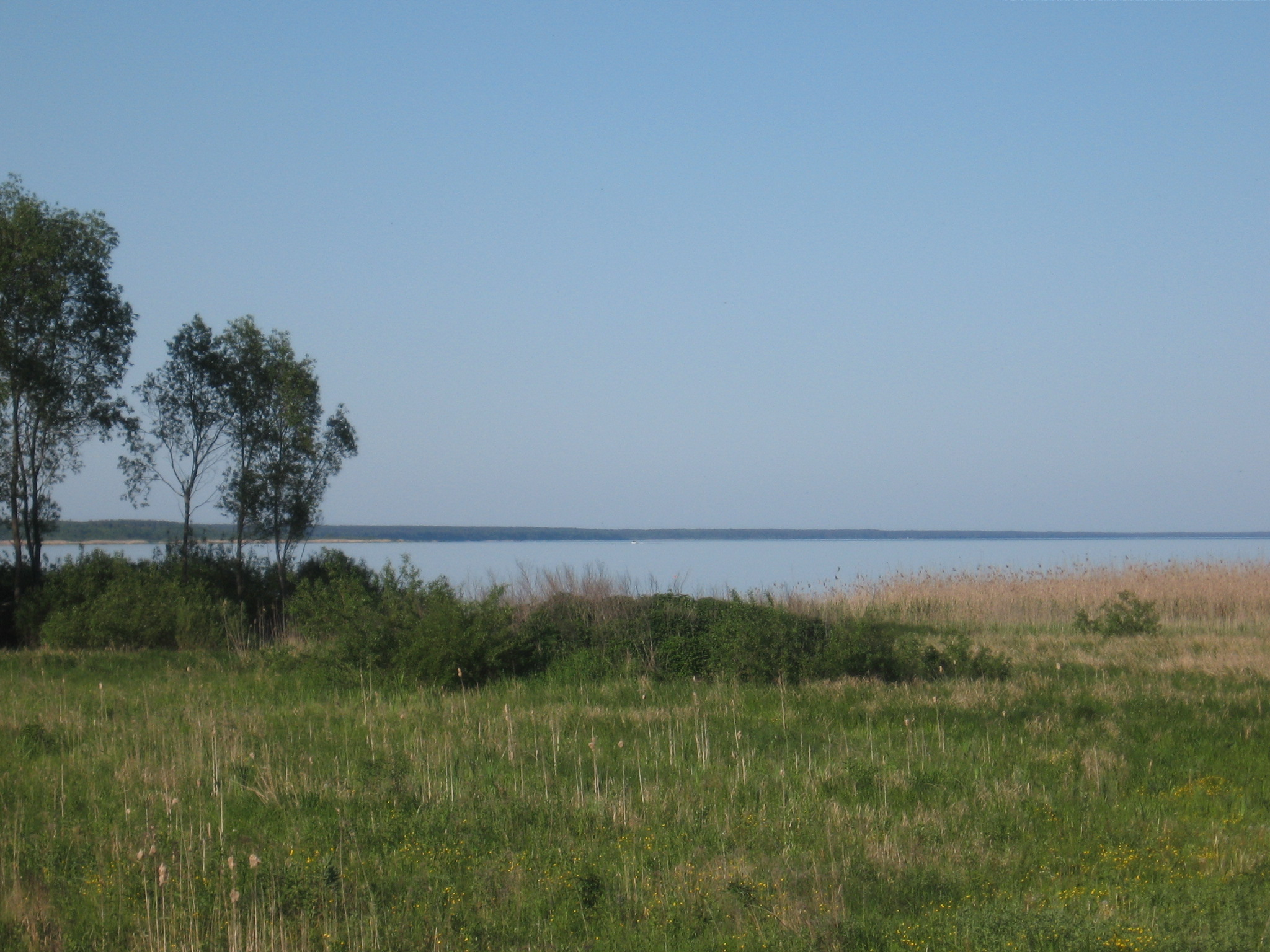
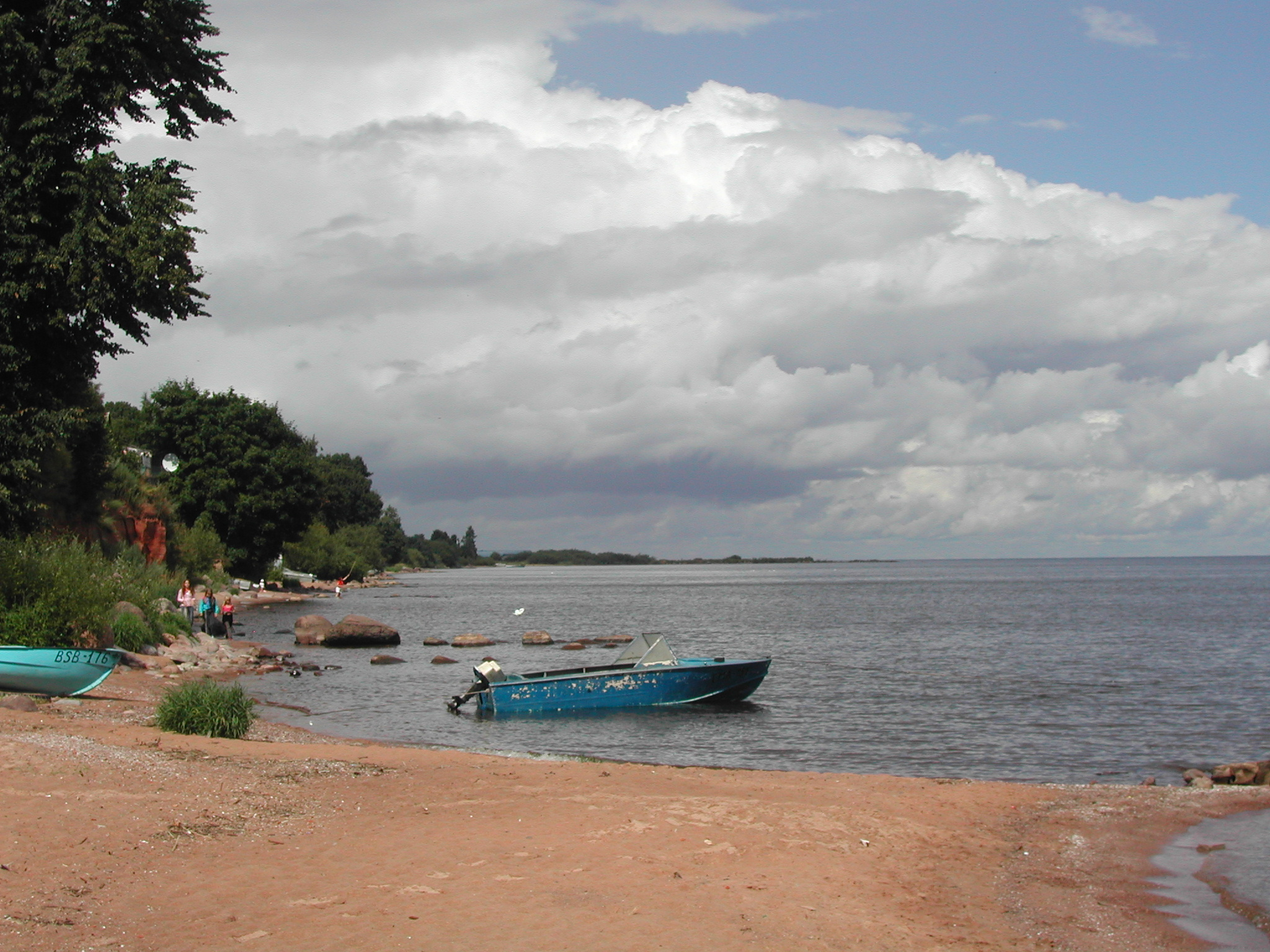

## Enlaces externos

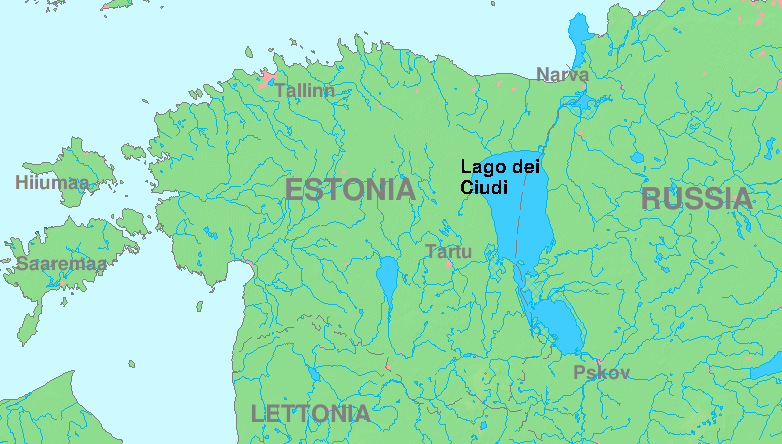
Mapa del lago Peipus.